# Sphaerodactylus ariasae
Sphaerodactylus ariasae és una espècie de sauròpsid (rèptil) escatós de la família Sphaerodactylidae endèmica de la República Dominicana.
És un dels dos rèptils més petits del món (l'altre és Sphaerodactylus parthenopion, nadiu de les Illes Verges Britàniques). Spaherodactylus ariasae mesura 16 mm des de la punta del cap a l'inici de la cua. El seu hàbitat es creu que està limitat al Parc Nacional de Jaragua en l'extrem sud-oest de la República Dominicana, a la petita Illa Beata.
L'espècie va ser descrita per primera vegada per Blair Hedges, biòleg de la Universitat de Pennsilvània, i Richard Thomas, biòleg de la Universitat de Puerto Rico, el desembre de 2001 en el diari científic del Carib.
El nom de Sphaerodactylus ariasae li va ser assignat en honor de l'herpetòleg Yvonne Arias, líder del Grup Dominicà de conservació Jaragua, centrats en la protecció ambiental del Parc Nacional Jaragua.